# Ófehértó
Ófehértó is een plaats (község) en gemeente in het Hongaarse comitaat Szabolcs-Szatmár-Bereg. Ófehértó telt 2746 inwoners (2001).